# Turkije op het Eurovisiesongfestival 1993
Turkije deed mee aan het Eurovisiesongfestival 1993 in Millstreet, Ierland. Het was de 16de deelname van het land op het Eurovisiesongfestival. Het lied werd gekozen door middel van een nationale finale.

## Selectieprocedure
De kandidaat voor Turkije op het Eurovisiesongfestival werd gekozen door een nationale finale  in de Andromeda discotheek in Istanboel. De winnaar werd gekozen door de mensen uit het publiek.
| Volgorde | Artiest                              | Lied                             | Plaats |
| -------- | ------------------------------------ | -------------------------------- | ------ |
| 1        | Deniz Safak Yaprak                   | "Son senfoni"                    | 3de    |
| 2        | Sebnem Özsaran & Grubu               | "Biz çocuklar"                   | -      |
| 3        | Erdal Çelik                          | "Yanimda olmazsan"               | -      |
| 4        | Sinan Erkoç & Grup "34 TR 93"        | "Son gece"                       | 2de    |
| 5        | Sonat & Seda Bagcan                  | "Yarin çok güzel olmaliyim anne" | -      |
| 6        | Sebnem Özsaran                       | "Gülümse"                        | -      |
| 7        | Burak Aydos, Baybora Öztürk & Serter | Esmer yarim                      | 1ste   |
| 8        | Grup Pi                              | "Seviyorum"                      | -      |

## In Millstreet
In Ierland trad Turkije als 2de land aan, net na Italië en voor Duitsland. Op het einde van de stemming bleek dat ze 10 punten gekregen hadden en dat ze daarmee op de 21ste plaats eindigden. 
Van België  en Nederland kreeg het geen punten.

### Gekregen punten

#### Finale
| 12 punten | 10 punten | 8 punten | 7 punten                | 6 punten            |
| --------- | --------- | -------- | ----------------------- | ------------------- |
|           |           |          |                         | - Spanje            |
| 5 punten  | 4 punten  | 3 punten | 2 punten                | 1 punt              |
|           |           |          | - Bosnië en Herzegovina | - IJsland - Kroatië |

### Punten gegeven door Turkije

#### Finale
Punten gegeven in de finale:
| 12 punten | Bosnië en Herzegovina |
| 10 punten | Noorwegen             |
| 8 punten  | Verenigd Koninkrijk   |
| 7 punten  | Frankrijk             |
| 6 punten  | Nederland             |
| 5 punten  | Malta                 |
| 4 punten  | Oostenrijk            |
| 3 punten  | Finland               |
| 2 punten  | Griekenland           |
| 1 punt    | Ierland               |